# Баранецкий, Адриан
Адриан Баранецкий (пол. Adrian Baraniecki; 1828—1891) — польский врач и общественный деятель, почётный член Общества Польского национального музея в Рапперсвиле.

## Биография
Родился 4 ноября 1828 года[по какому календарю?] в Ярмолинцах в семье врача Томаша Баранецкого (1801—1859).
Учился медицине в Киеве и Москве; в Московском университете получил степень доктора медицины. затем продолжал образование в Париже. В 1858 году стал соучредителем Парижского общества польских врачей.
В 1863 году, во время январского восстания был членом Белой организации (Подольский губернский комитет). Избегая ареста, уехал сначала во Львов, затем во Францию и Англию.
С 1868 года жил в Кракове, где создал Технико-промышленный музей и был его директором. Экспонаты для музея он начал собирать ещё за границей. В музее было около 5000 образцов, связанных с промышленностью, техникой и сельским хозяйством. Впоследствии часть экспонатов оказалась в Краковском этнографическом музее.
В 1870 году организовал Высшие женские курсы (пол.), после смерти Баранецкого, названные его именем. Эти курсы сделали доступным женщинам университетское образование. Также он организовывал торговые курсы для молодежи, бесплатные воскресные лекции. В 1879 году он стал членом Академии знаний, в 1869 году был инициатором первого всеукраинского конгресса польских врачей.
А Баранецкий — автор работ в области медицинской статистики и антропологии.
Умер в Кракове 15 октября 1891 года[по какому календарю?]; похоронен на Раковицком кладбище.